# Сюзанна Кларк
Сюзанна Мері Кларк (англ. Susanna Mary Clarke, нар. 1 листопада 1959, Ноттінгем, Велика Британія) — британська письменниця. Насамперед відома своїм дебютним романом «Джонатан Стрейндж і м-р Норрелл» (2004), що отримав премію Г'юго та ізраїльську Премію «Ґеффен» (2007).

## Біографія
Народилася 1 листопада 1959 року в місті Ноттінґем, Англія, Велика Британія. Своє дитинство провела на півночі Англії та Шотландії у сім'ї священнослужителя методистської церкви. Вивчала економіку, філософію та політологію у Коледжі св. Гільди при Оксфордському університеті.
Протягом двох років викладала англійську мову в Іспанії та Італії. У 1993—2003 роках працювала редакторкою кулінарних книг у кембріджському виданні «Simon and Schuster». 1993 року записалася на курси науково-фантастичного та фентезійного письма, які проводив письменник Колін Ґрінленд. Написане Кларк оповідання «Леді з Грейс Адью» зачарувало Ґрінленда. Зрештою, за сприянням Ніла Ґеймана розповідь вдалося опублікувати.
2004 року світ побачив дебютний роман письменниці «Джонатан Стрейндж і м-р Норрелл», який розповідає історію двох чаклунів в альтернативній Англії XIX століття в епоху Наполеонівських воєн. У книзі помітні впливи Джейн Остін, Чарлза Дікенса, Дж. Р. Р. Толкіна, Урсули Ле Гуїн та Алана Мура. Також роман часто називають дорослою версією «Гаррі Поттера». 2015 року світ побачив однойменний телесеріал, знятий на основі книги. 2006 року вийшла збірка оповідань «Леді з Ґрейс-Адью та інші історії», куди ввійшло вісім творів письменниці.
Живе в Кембриджі разом із письменником Коліном Ґрінлендом.

## Українські переклади
Кларк, С. Джонатан Стрейндж і м-р Норрелл: роман Сюзанна Кларк ; пер. з англ. Б. Стасюк, К. Пітик і А. Пітик за ред. В. Назаренко. — Київ: РІДНА МОВА, 2021. — 904 с. : іл. — (Серія «Сузір'я світів»).

## Визнання
- 2001: Всесвітня премія фентезі (Коротка проза, короткий список): «М-р Сімонеллі, чи Фейрі-вдівець» ;
- 2004: Премія Гардіанс за першу книгу (короткий список): «Джонатан Стрейндж і м-р Норрелл» ;
- 2004: Премія «Книга Вітбред» (Найкращий перший роман, короткий список): «Джонатан Стрейндж і м-р Норрелл» ;
- 2005: Премія «Британська книга» (Фантастика, короткий список): «Джонатан Стрейндж і м-р Норрелл»;
- 2005: Премія «Британська книга» (Новинка року): «Джонатан Стрейндж і м-р Норрелл» ;
- 2005: Премія «Г'юго» (Найкращий роман): «Джонатан Стрейндж і м-р Норрелл»;
- 2005: Всесвітня премія фентезі (Найкращий роман): «Джонатан Стрейндж і м-р Норрелл»;
- 2005: Премія «Локус» (Найкращий роман): «Джонатан Стрейндж і м-р Норрелл»;
- 2005: Міфопоетична премія (Доросла фентезі): «Джонатан Стрейндж і м-р Норрелл»;
- 2007: Премія «Ґеффен» (Найкращий перекладений фентезійний роман): «Джонатан Стрейндж і м-р Норрелл».
- 2021: Жіноча літературна премія за роман «Піранезі»[7]